# Olivier Macia
Pour les articles homonymes, voir Macia.
Olivier Macia, plus connu sous le nom d'Olmac, né le 14 novembre 1974 à Casablanca au Maroc, est un magicien français spécialisé en close-up et grandes illusions de renommée internationale.

## Biographie
Il a commencé la magie à l’âge de treize ans lorsqu'il a vu un magicien faire des tours de close-up durant le mariage de son frère. Avant de commencer sa carrière, Olmac a été formé par Jean-Pierre Vallarino pour devenir magicien professionnel. À partir de l’année 2000, il a participé à de nombreux concours et championnats de magie où il a remporté plusieurs titres.
Particulièrement connu pour ses manipulations de cartes impressionnantes, il créa de nombreux DVD pour les magiciens du monde entiers.
Olmac a participé à plusieurs reprises à des événements tels que le festival Juste pour rire à Montréal en 2001 et 2002, où il fut spécialement engagé pour les VIP, les Magic stars à Monaco depuis 1999, ou encore l’inauguration du parfum J'adore  de Christian Dior, et le Festival de Cannes. 
En 2007 Olmac a commencé une série de 250 épisodes télévisés de 6 minutes chacun qui sont parus sur la chaîne marocaine 2M au nom de Al camera assahira magic olmac. En France, il a participé plusieurs fois à l’émission de TV Le Plus Grand Cabaret du monde de Patrick Sébastien sur France 2 en 2009 . 
Il a tourné en 2013 son One Man Show à Washington DC. Olmac est aussi Président du club de magie de Nice L’Étoile magique. Il a notamment fait un passage TV sur CCTV en Chine avec son Numéro de lumière noire en 2015. La même année, il a représenté la France au championnat du monde de magie 2015 à Rimini.

## Titres remportés
Close–up
- 1er Prix Mondovi 2000
- 1er Prix Plus Grands Magiciens 2001
- Prix national AFAP 2001
- 1er les dauphins magiques 2003
- 1er Prix Colombe d’or 2004
- 1er Prix Cannes d’or 2004
- Vice champion d’Europe 2006
- Vice champion d’Europe 2007
- Merit Award Macmillan London 2007
- 1er prix Championnat d’Europe Blackpool 2008
- 3e place Close-up FISM China 2009[9]
- 1er Prix Excalibur Hôtel Las Vegas 2010

Scène
- Prix des Cannes d’or 2004
- 1er Prix Festival de Marrakech 2013
- 1er prix Stand-up Show Las Vegas organisé par Jeff Mc Bride 2015